# Une amie dévouée
Production
Diffusion
Une amie dévouée (The Confidante en anglais) est une série télévisée française réalisée par Just Philippot d'après un scénario de Fanny Burdino, Jean-Baptiste Delafon, Samuel Doux et Alexandre Kauffmann.
Ce thriller psychologique est librement adapté du livre-enquête La Mythomane du Bataclan d'Alexandre Kauffmann, paru aux Éditions Goutte d'Or en 2021. L'auteur y décrit la tentative d'une femme, condamnée pour escroquerie, de faire valoir des droits de victime via ses liens avec Life for Paris, une association de victimes des attentats du 13 novembre 2015.
C'est une coproduction de StudioFact Stories et June Films pour la plate-forme de Warner Bros. Discovery.

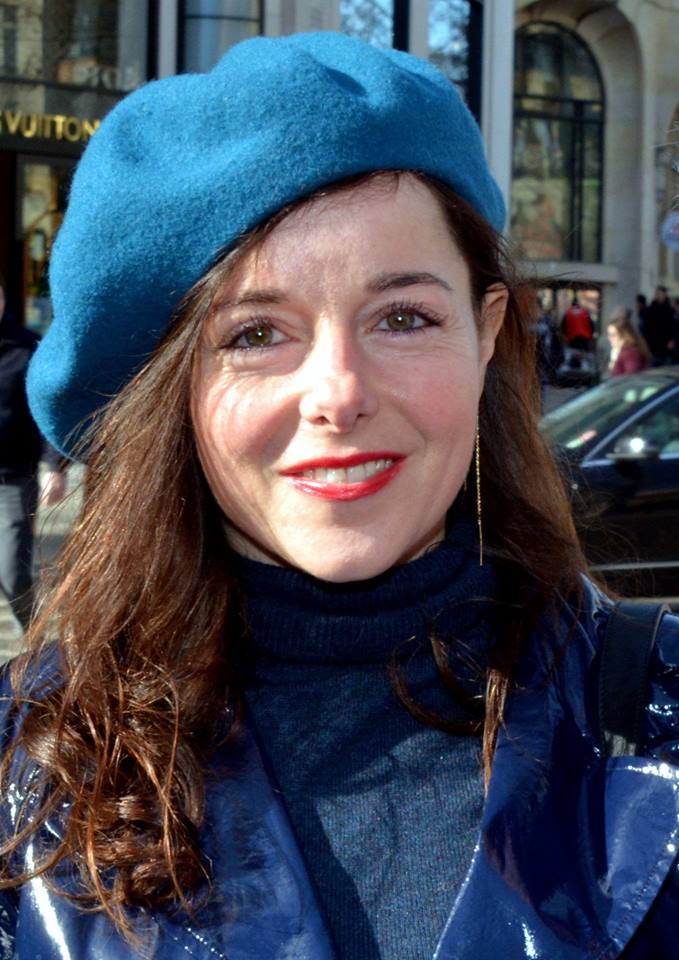
Laure Calamy.

## Synopsis
Après la nuit du 13 novembre 2015, Christelle prend contact avec des victimes. Elle crée alors une association dont elle devient un élément essentiel. Cependant, les incohérences de son histoire suscitent des soupçons à mesure que ses relations grandissent.

## Distribution
- Laure Calamy : Christelle, fausse rescapée des attentats du 13 novembre 2015 et responsable d'une association de victimes
- Arieh Worthalter : Léon, président de l'association « Stand for Paris »[2]
- Annabelle Lengronne : Émilie
- Alexis Manenti : Nicolas, le compagnon d'Émilie
- Ava Baya : Myriam
- Eric Pucheu : Steve
- Yoann Thibaut Mathias : Cédric, qui héberge Christelle
- Bastien Bernini : Vincent
- Achille Reggiani : Fabien
- Nicolas Chupin : Jean-Michel
- Anne Benoît : la mère de Christelle

## Production

### Genèse et développement
Ce thriller psychologique, (initialement baptisé La Mythomane du Bataclan), est librement adapté du livre-enquête La Mythomane du Bataclan d'Alexandre Kauffmann, paru aux Éditions Goutte d'Or en 2021. L'auteur y décrit la tentative d'une femme, condamnée pour escroquerie, de faire valoir des droits de victime via ses liens avec Life for Paris, une association de victimes des attentats du 13 novembre 2015.
C'est une coproduction de StudioFact Stories et June Films pour la plate-forme de Warner Bros. Discovery,,,,,,.
La série est créée et écrite par Fanny Burdino, Jean-Baptiste Delafon, Samuel Doux et Alexandre Kauffmann, et réalisée par Just Philippot,,,.

### Attribution des rôles
Le rôle principal est attribué à Laure Calamy, césarisée pour la comédie Antoinette dans les Cévennes (2020) de Caroline Vignal,.
Dans un communiqué, Véra Peltekian, vice-présidente et directrice des productions originales streaming de Warner Bros. Discovery France, explique que ce « thriller troublant et vertigineux » qui réunit « un jeune réalisateur de genre et de talent » et « une grande actrice populaire » est « emblématique du pas de côté que [Warner Bros. Discovery souhaite] incarner dans la fiction française avec cette première production »,,,.

### Tournage
Le tournage de la série a lieu à partir du 5 avril 2023,.

### Fiche technique
Sauf indication contraire, les informations mentionnées dans cette section peuvent être confirmées par les bases de données cinématographiques IMDb et Allociné,  présentes dans la section « Liens externes ».
- Titre français : Une amie dévouée
- Genre : Drame, thriller psychologique[4],[5],[6],[12]
- Production : Roxane Rouas-Rafowicz, Jack Aragones, Ivan Sadik, Basile Lemaire, Julie Billy et Naomi Denamur[10]
- Sociétés de production : StudioFact Stories et June Films[4],[6]
- Réalisation : Just Philippot[4],[5],[6],[8],[12]
- Scénario : Fanny Burdino, Jean-Baptiste Delafon, Samuel Doux et Alexandre Kauffmann[4],[6]
- Musique : Robin Coudert[10]
- Décors : Gwendal Bescond[10]
- Costumes : Angèle Béraud
- Photographie : Pierre Dejon[10]
- Son : Mathieu Descamps[10]
- Montage : Léa Masson[10]
- Maquillage : Alice Robert
- Pays de production :  France
- Langue originale : français
- Format : couleur
- Nombre de saisons : 1
- Nombre d'épisodes : 4
- Durée : 52 minutes
- Dates de première diffusion :
  - France : 12 septembre 2024 (Festival de la fiction de La Rochelle)[10] ; 11 octobre 2024 (Max)[13]

## Accueil critique
Pour le site CinéSérie, « Une amie dévouée se révèle  une série bouleversante, qui explore ce que la solitude désespérante et le besoin maladif de lumière font aux êtres ».